# Алуанпая
Алаунпая або ж Аломпра (*1714—†1760) — м’янманський правитель з 1752 року, засновник династії Конбаун.
Алаунпая був власником (мйотуджі) округу Шуебо. В 1752 році очолив повстання м’янмарців проти панування монів. В 1754 році захопив Аву, а до 1755 року підкорив усю Верхню та Центральну М’янму. На честь своїх перемог в 1755 році Алаунпая заснував місто Рангун. Аломпра змусив шанських князів визнати свою васальну залежність від М’янми. В 1756 році його війська захопили Сиріам, а в 1757 — Пегу, що завершило підкорення монів. Під час експедиції в Сіам 1760 року захопив Теннассерім. Завдяки Алаунпаї розрізнені феодальні володіння були об’єднані в сильну бірманську державу.